# Îngerii lui Charlie (serial)
Îngerii lui Charlie este un serial din Statele Unite, de acțiune, în care, pentru prima oară în cinematografia americană, rolurile principale ale unor detectivi au fost interpretate de trei femei.
Kate Jackson (Sabrina Duncan), Farrah Fawcett (Jill Munroe), Jaclyn Smith (Kelly Garrett) au interpretat primele rolurile "îngerilor", în anul 1976. Serialul a fost creat de Ivan Goff și Ben Roberts, iar producătorii au fost Aaron Spelling și Leonard Goldberg. Inițial, serialul a fost creat pentru actrița Kate Jackson, foarte populară la acea vreme dintr-un alt serial polițist, "The Rookies". I s-a încredințat la început rolul lui Kelly, iar actrița s-a declarat mai atrasă de cel al Sabrinei, pe care l-a și interpretat în final.
Titlul propus inițial pentru serial a fost Harry's Angels, care s-a schimbat ulterior în Charlie's Angels pentru a nu fi identic cu cel al altui serial din acea vreme, Harry O.
Peste 70 de alte vedete s-au alăturat de-a lungul tipmpului "Îngerilor" lui Charlie, printre care Jamie Lee Curtis, Kim Basinger, Patrick Swayze, Patrick Duffy sau Tommy Lee Jones.

## Acțiunea
Milionarul Charles Townsend înființează agenția de detectivi Townsend, unde sunt recrutate frumoasele Sabrina Duncan, Jill Munroe și Kelly Garrett, care ies din rutina zilnică și încep aventurile vieții lor. Alături de asistentul lui Charlie, John Bosley, fetele sunt detectivi sub acoperire, fiind fie stripteuze, fie manechine, chelnerițe, instructoare de dans, doctori veterinari, asistente medicale. Ele rezolvă fiecare caz al agenției cu farmec, inteligență și umor.
În anii 1977/1978 a avut un succes enorm în Statele Unite, iar timp de cinci sezoane era în topul audiențelor TV de la acea vreme. Cele trei actrițe din rolurile principale au devenit atât de celebre încât au fost adevărate fenomene.
Îngerii lui Charlie a inspirat jocuri video, schetch-uri umoristice și o serie de filme, filmul cu același nume din anul 2000 avându-le în rolurile principale pe Cameron Diaz (Natalie), Drew Barrymore (Dylan), Lucy Liu (Alex), și fiind regizat de Joseph McGinty Nichol. În 2003, aceeași echipă a jucat în filmul Îngerii lui Charlie: În goană mare. În 2019, franciza a renăscut cu filmul cu același nume, noua generație de Îngeri fiind formată din Kristen Stewart, Naomi Scott și Ella Balinska.